# Kaishū Yamazaki
Kaishū Yamazaki (jap. 山崎 海秀, Yamazaki Kaishū; * 12. Juli 1997 in der Präfektur Chiba) ist ein japanischer Fußballspieler.

## Karriere
Kaishū Yamazaki erlernte das Fußballspielen in den Jugendmannschaften des japanischen Erstligisten Kashiwa Reysol und des deutschen Bundesligisten SV Darmstadt 98. Für Darmstadt spielte er in der fünfmal in der A-Junioren-Bundesliga. 2016 ging er wieder nach Japan. Hier schloss er sich dem Iwaki FC an. Der Verein aus Iwaki, einer Stadt in der Präfektur Fukushima, spielte in der fünften Liga, der Tohoku Soccer League. 2018 ging er nach Singapur. Hier unterschrieb er einen Vertrag bei Albirex Niigata (Singapur). Der Verein ist ein Ableger des japanischen Zweitligisten Albirex Niigata und spielte in der ersten Liga, der Singapore Premier League. Bis Ende 2019 absolvierte er 39 Spiele für Niigata. 2018 wurde er mit dem Verein Meister. 2020 wechselte er zum Ligakonkurrenten Lion City Sailors. Nach einer Saison nahm ihn im Januar 2021 Ligakonkurrent Hougang United unter Vertrag.

## Erfolge
Albirex Niigata (Singapur)
- Singapore Premier League: 2018
- Singapore Cup: 2018